# Ampriani
Ampriani – miejscowość i gmina we Francji, w regionie Korsyka, w departamencie Haute-Corse.
Według danych na rok 1990 gminę zamieszkiwało 31 osób, a gęstość zaludnienia wynosiła 14 osób/km².